# Allmänna Idrottsklubben Fotboll 2021
Questa voce raccoglie le informazioni riguardanti l'Allmänna Idrottsklubben Fotboll, meglio conosciuto come AIK, nelle competizioni ufficiali della stagione 2021.

## Maglie e sponsor
Vengono confermati sia lo sponsor tecnico Nike che il main sponsor Notar.

Come di consueto, la prima maglia è nera con inserti gialli, mentre la seconda è prevalentemente bianca, in questo caso con una banda obliqua nerogialla.
| Casa | Trasferta |

## Rosa
| N. |                      | Ruolo | Calciatore                        |
| -- | -------------------- | ----- | --------------------------------- |
| 3  | Svezia (bandiera)    | D     | Per Karlsson                      |
| 4  | Svezia (bandiera)    | D     | Sotirios Papagiannopoulos         |
| 5  | Svezia (bandiera)    | D     | Alexander Milošević               |
| 6  | Svezia (bandiera)    | D     | Jetmir Haliti                     |
| 7  | Svezia (bandiera)    | C     | Sebastian Larsson (vice capitano) |
| 8  | Svezia (bandiera)    | C     | Bilal Hussein                     |
| 9  | Argentina (bandiera) | A     | Nicolás Stefanelli                |
| 10 | Svezia (bandiera)    | A     | Nabil Bahoui                      |
| 11 | Svezia (bandiera)    | A     | Stefan Silva                      |
| 15 | Svezia (bandiera)    | P     | Kristoffer Nordfeldt              |
| 17 | Ghana (bandiera)     | C     | Ebenezer Ofori                    |
| 19 | Finlandia (bandiera) | C     | Saku Ylätupa                      |

| N. |                      | Ruolo | Calciatore              |
| -- | -------------------- | ----- | ----------------------- |
| 20 | Irlanda (bandiera)   | C     | Zachary Elbouzedi       |
| 21 | Serbia (bandiera)    | A     | Bojan Radulović         |
| 22 | Svezia (bandiera)    | C     | Filip Rogić             |
| 23 | Serbia (bandiera)    | P     | Budimir Janošević       |
| 25 | Kenya (bandiera)     | D     | Erick Otieno            |
| 26 | Svezia (bandiera)    | C     | Yasin Ayari             |
| 29 | Svezia (bandiera)    | D     | Eric Kahl               |
| 31 | Danimarca (bandiera) | P     | Jakob Haugaard          |
| 32 | Svezia (bandiera)    | A     | Tom Strannegård         |
| 33 | Svezia (bandiera)    | D     | Mikael Lustig           |
| 34 | Svezia (bandiera)    | A     | Erik Ring               |
| 36 | Eritrea (bandiera)   | A     | Henok Goitom (capitano) |

## Risultati

### Allsvenskan

#### Girone di andata
| Arbitro: | Bojan Pandžić |

|                        |           |  |
| Ylätupa 38’ Bahoui 65’ | Marcatori |  |

| Arbitro: | Andreas Ekberg |

|                              |           |  |
| Sigþórsson 3’ Sigþórsson 38’ | Marcatori |  |

| Arbitro: | Glenn Nyberg |

|                           |           |  |
| Stefanelli 43’ Bahoui 77’ | Marcatori |  |

| Arbitro: | Mohammed Al-Hakim |

|                    |           |  |
| Larsson 49’ (rig.) | Marcatori |  |

| Arbitro: | Kristoffer Karlsson |

|                             |           |  |
| Adegbenro 62’ Adegbenro 78’ | Marcatori |  |

| Arbitro: | Glenn Nyberg |

|                    |           |            |
| Nielsen 64’ (aut.) | Marcatori | 24’ Berget |

| Arbitro: | Adam Ladebäck |

|             |           |                            |
| Turgott 77’ | Marcatori | 12’ Strannegård 26’ Goitom |

| Arbitro: | Fredrik Klitte |

|                               |           |                   |
| Stefanelli 11’ Stefanelli 82’ | Marcatori | 64’ Moro 71’ Moro |

| Arbitro: | Kristoffer Karlsson |

|                          |           |               |
| Wålemark 47’ Youssef 50’ | Marcatori | 78’ Radulović |

| Arbitro: | Mohammed Al-Hakim |

|                         |           |              |
| Radulović 37’ Rogić 77’ | Marcatori | 23’ Matthews |

| Arbitro: | Glenn Nyberg |

|                             |           |  |
| Milošević 58’ Larsson 90+1’ | Marcatori |  |

| Arbitro: | Granit Maqedonci |

|               |           |            |
| Collander 26’ | Marcatori | 61’ Bahoui |

| Arbitro: | Kristoffer Karlsson |

|                |           |  |
| Stefanelli 22’ | Marcatori |  |

| Arbitro: | Mohammed Al-Hakim |

|               |           |                                                    |
| Radetinac 29’ | Marcatori | 8’ Goitom 50’ Larsson 69’ Stefanelli 80’ Milošević |

| Arbitro: | Victor Wolf |

|  |           |               |
|  | Marcatori | 89’ Radulović |

#### Girone di ritorno
| Arbitro: | Andreas Ekberg |

|                                 |           |                      |
| Papagiannopoulos 3’ Hussein 51’ | Marcatori | 78’ (aut.) Nordfeldt |

| Arbitro: | Kristoffer Karlsson |

|                               |           |  |
| Milošević 17’ Moro 30’ (aut.) | Marcatori |  |

| Sölvesborg 13 settembre 2021, ore 19:00 18ª giornata | Mjällby          | 0 – 0 referto | AIK | Strandvallen (1 496 spett.)\| Arbitro: \| Granit Maqedonci \| |
| Arbitro:                                             | Granit Maqedonci |               |     |                                                               |

| Arbitro: | Adam Ladebäck |

|                                 |           |           |
| Bahoui 5’ Bahoui 13’ Otieno 33’ | Marcatori | 25’ Thern |

| Arbitro: | Andreas Ekberg |

|          |           |            |
| Berg 66’ | Marcatori | 90’ Bahoui |

| Arbitro: | Victor Wolf |

|                            |           |  |
| Edvardsen 2’ Edvardsen 66’ | Marcatori |  |

| Arbitro: | Glenn Nyberg |

|                  |           |  |
| Stefanelli 45+2’ | Marcatori |  |

| Arbitro: | Andreas Ekberg |

|          |           |  |
| Amoo 58’ | Marcatori |  |

| Arbitro: | Kristoffer Karlsson |

|                |           |  |
| Stefanelli 24’ | Marcatori |  |

| Arbitro: | Mohammed Al-Hakim |

|                 |           |  |
| Birmančević 25’ | Marcatori |  |

| Arbitro: | Victor Wolf |

|                 |           |  |
| Johansson 45+4’ | Marcatori |  |

| Arbitro: | Granit Maqedonci |

|                                         |           |  |
| Stefanelli 27’ Elbouzedi 62’ Bahoui 73’ | Marcatori |  |

| Arbitro: | Bojan Pandžić |

|  |           |            |
|  | Marcatori | 62’ Bahoui |

| Arbitro: | Glenn Nyberg |

|                 |           |                                                    |
| Alm 12’ Alm 41’ | Marcatori | 27’ Bahoui 54’ Rogić 56’ Stefanelli 77’ Stefanelli |

| Arbitro: | Mohammed Al-Hakim |

|                                                                   |           |                       |
| Stefanelli 25’ Stefanelli 45+2’ Papagiannopoulos 47’ Goitom 90+2’ | Marcatori | 13’ Ståhl 21’ Kouakou |

### Svenska Cupen 2020-2021

#### Gruppo 8
| Arbitro: | Fredrik Klitte |

|              |           |                               |
| Stejdahl 56’ | Marcatori | 29’ Goitom 53’ (aut.) Persson |

| Arbitro: | Glenn Nyberg |

|                                             |           |  |
| Larsson 8’ Goitom 24’ Larsson 41’ Rogić 47’ | Marcatori |  |

| Arbitro: | Mohammed Al-Hakim |

|                                  |           |                                |
| Amoo 19’ Rodić 56’ Ludwigson 82’ | Marcatori | 49’ Ylätupa 73’ (rig.) Larsson |

### Svenska Cupen 2021-2022
| Arbitro: | Farouk Nehdi |

|  |           |                                                        |
|  | Marcatori | 3’ Radulović 18’ Ayari 60’ Ring 66’ Ring 72’ Elbouzedi |